# Marienhof
Marienhof is een dagelijkse Duitse soapserie die op 1 oktober 1992 startte bij Das Erste (ARD).
Marienhof wordt geproduceerd door de Duitse productiemaatschappij Bavaria Fernsehproduktion GmbH (sinds januari 2007: Bavaria Film GmbH), in Grünwald-Geiselgasteig bij München.
De eerste 52 afleveringen van Marienhof duurden ongeveer 45 minuten, en werden twee keer per week uitgezonden, elke dinsdag en donderdag om 17:35u. Op 8 april 1993 ging Marienhof met zomervakantie om op 28 september 1993 terug te keren op de televisie. De nieuwe soap werd verplaatst naar een later tijdstip, 18:25u. De afleveringen duren nu enkel 25 minuten. Op 2 januari 1995 krijgt Marienhof concurrentie van een nieuwe soapserie Verbotene Liebe, op hetzelfde tijdstip.
De uitzendtijd blijft hetzelfde, maar de schrijvers kregen de opdracht om de serie een heel andere uitstraling te geven, met vooral veel nieuwe jongeren. Vele hoofdrollen werden veranderd, maar ook enkele oudgedienden moesten de serie verlaten.
Marienhof draait nu al meer dan 3.000 afleveringen mee. Ondertussen hebben er al meer dan 100 vaste rollen meegespeeld, 4.000 gastrollen en 50.000 achtergrondspelers. In de series (2005) zijn er inmiddels al 17 mensen getrouwd, 29 mensen gestorven (sommigen werden vermoord) en er werden 10 kinderen geboren.

## De huidige cast
De huidige cast, alfabetisch op achternaam:
| Acteur/actrice      | Personage                  | Speeljaren                  |
| ------------------- | -------------------------- | --------------------------- |
| Erwin Aljukic       | Frederik Neuhaus           | 1999-heden                  |
| Giovanni Arvaneh    | Sülo Özgentürk             | 1994-1998, 1999, 2003-heden |
| Fabian Baier        | Steve Busch                | 2004-heden                  |
| Maike Billitis      | Kerstin Töppers-Adler      | 2007-heden                  |
| Nicole Boettcher    | Sandra Behrens-Lindner     | 1995-1999, 2001-heden       |
| Bernd Bozian        | Luke-Robin Stockner (#2)   | 2005- heden                 |
| Viktoria Brams      | Inge Busch-Kranz           | 1992-heden                  |
| Christian Buse      | Thorsten Fechner           | 1998-heden                  |
| Julia Dahmen        | Constanze Riemer-Özgentürk | 2005-heden                  |
| Clara-Maria Graf    | Pia Busch                  | 2004-heden                  |
| Isabella Hübner     | Lisa Busch (#3)            | 2004-heden                  |
| Hanna Köhler        | Francesca Maldini          | 2001-heden                  |
| Sandra Koltai       | Antonia Port-Maldini (#2)  | 2006-heden                  |
| Nermina Kukic       | Susanne Schäfer            | 2004-heden                  |
| Alfonso Losa        | Carlos Garcia              | 2000-heden                  |
| Michael Meziani     | Kai Süsskind               | 2004-heden                  |
| Roland Pfaus        | Jakob Weidemann (#2)       | 2005, 2006-heden            |
| Ivonne Polizzano    | Agnetha Töppers            | 2007-heden                  |
| Antonio Putignano   | Stefano Maldini            | 2000-heden                  |
| Sebastian Reusse    | Harald Töppers             | 2007-heden                  |
| Katrin Ritt         | Yasemin Garcia-Özgentürk   | 2005-heden                  |
| Frank Ruttloff      | Sven Port                  | 1998-2005, 2008-heden       |
| Wolfgang Seidenberg | Frank Töppers              | 1995-heden                  |
| Sven Thiemann       | Karl-Heinz Kolbe           | 1997-heden                  |
| Heike Ulrich        | Tanja Maldini-Krüger       | 2000-heden                  |
| Christian Volkmann  | David Verhaag              | 2007-heden                  |
| Simon-Paul Wagner   | Marlon Berger              | 2000-heden                  |
| Mirco Wallraf       | Raul Afonso Garcia         | 2002-heden                  |
| Katharina Woschek   | Marie Adler                | 2007-heden                  |